# Argentína az 1972. évi nyári olimpiai játékokon
Argentína az NSZK-beli Münchenben megrendezett 1972. évi nyári olimpiai játékok egyik részt vevő nemzete volt. Az országot az olimpián 12 sportágban 92 sportoló képviselte, akik összesen 1 érmet szereztek.

## Érmesek
| Érem  | Versenyző       | Sportág | Versenyszám        |
| ----- | --------------- | ------- | ------------------ |
| Ezüst | Alberto Demiddi | Evezés  | Férfi egypárevezős |

## Atlétika
Férfi
| Versenyző            | Versenyszám     | Előfutam | Előfutam | Előfutam | Negyeddöntő | Negyeddöntő | Negyeddöntő | Elődöntő | Elődöntő | Elődöntő | Döntő         | Döntő         |
| Versenyző            | Versenyszám     | Idő      | Hely.    | Össz.    | Idő         | Hely.       | Össz.       | Idő      | Hely.    | Össz.    | Idő           | Helyezés      |
| -------------------- | --------------- | -------- | -------- | -------- | ----------- | ----------- | ----------- | -------- | -------- | -------- | ------------- | ------------- |
| Andrés Calonge       | 100 m           | 10,73    | 4.       | 49.**    | kiesett     | kiesett     | kiesett     | kiesett  | kiesett  | kiesett  | kiesett       | kiesett       |
| Andrés Calonge       | 200 m           | 21,39    | 3.       | 34.      | 21,11       | 6.          | 29.         | kiesett  | kiesett  | kiesett  | kiesett       | kiesett       |
| Carlos Angel Dalurzo | 800 m           | 1:50,6   | 5.       | 36.      |             |             |             | kiesett  | kiesett  | kiesett  | kiesett       | kiesett       |
| Nazario Araújo       | Maraton         |          |          |          |             |             |             |          |          |          | nem ért célba | nem ért célba |
| Ramón Cabrera        | Maraton         |          |          |          |             |             |             |          |          |          | 2:42:37       | 55.           |
| Fernando Molina      | Maraton         |          |          |          |             |             |             |          |          |          | 2:38:18       | 53.           |
| Adalberto Scorza     | 50 km gyaloglás |          |          |          |             |             |             |          |          |          | 4:42:41       | 28.           |

| Versenyző            | Versenyszám   | Selejtező | Selejtező | Döntő    | Döntő    |
| Versenyző            | Versenyszám   | Eredmény  | Helyezés  | Eredmény | Helyezés |
| -------------------- | ------------- | --------- | --------- | -------- | -------- |
| Luis Barrionuevo     | Magasugrás    | 190 cm    | 36.**     | kiesett  | kiesett  |
| José Alberto Vallejo | Kalapácsvetés | 60,08 m   | 30.       | kiesett  | kiesett  |

Női
| Versenyző     | Versenyszám | Előfutam | Előfutam | Előfutam | Negyeddöntő | Negyeddöntő | Negyeddöntő | Elődöntő | Elődöntő | Elődöntő | Döntő   | Döntő    |
| Versenyző     | Versenyszám | Idő      | Hely.    | Össz.    | Idő         | Hely.       | Össz.       | Idő      | Hely.    | Össz.    | Idő     | Helyezés |
| ------------- | ----------- | -------- | -------- | -------- | ----------- | ----------- | ----------- | -------- | -------- | -------- | ------- | -------- |
| Irene Fitzner | 100 m       | 12,51    | 8.       | 42.      | kiesett     | kiesett     | kiesett     | kiesett  | kiesett  | kiesett  | kiesett | kiesett  |

## Birkózás
Kötöttfogású
| Versenyző        | Versenyszám | 1. forduló                     | 2. forduló                         | 3. forduló        | 4. forduló        | 5. forduló        | 6. forduló        | 7. forduló        | Döntő             | Helyezés    |
| Versenyző        | Versenyszám | Ellenfél Eredmény              | Ellenfél Eredmény                  | Ellenfél Eredmény | Ellenfél Eredmény | Ellenfél Eredmény | Ellenfél Eredmény | Ellenfél Eredmény | Ellenfél Eredmény | Helyezés    |
| ---------------- | ----------- | ------------------------------ | ---------------------------------- | ----------------- | ----------------- | ----------------- | ----------------- | ----------------- | ----------------- | ----------- |
| Eduardo Maggiolo | 57 kg       | Luís Grilo (POR) · 3-1         | Hans-Jürgen Veil (FRG) · kétvállas | kiesett           | kiesett           | kiesett           | kiesett           | kiesett           | kiesett           | helyezetlen |
| Nestor González  | 74 kg       | Mehmet Türüt (TUR) · kétvállas | Vítězslav Mácha (TCH) · kétvállas  | kiesett           | kiesett           | kiesett           |                   |                   | kiesett           | helyezetlen |
| Jesús Blanco     | 82 kg       | Ali Yağmur (TUR) · kétvállas   | Jay Robinson (USA) · kétvállas     | kiesett           | kiesett           | kiesett           |                   |                   | kiesett           | helyezetlen |

Szabadfogású
| Versenyző        | Versenyszám | 1. forduló                          | 2. forduló                       | 3. forduló                        | 4. forduló                  | 5. forduló        | 6. forduló        | 7. forduló        | Döntő             | Helyezés    |
| Versenyző        | Versenyszám | Ellenfél Eredmény                   | Ellenfél Eredmény                | Ellenfél Eredmény                 | Ellenfél Eredmény           | Ellenfél Eredmény | Ellenfél Eredmény | Ellenfél Eredmény | Ellenfél Eredmény | Helyezés    |
| ---------------- | ----------- | ----------------------------------- | -------------------------------- | --------------------------------- | --------------------------- | ----------------- | ----------------- | ----------------- | ----------------- | ----------- |
| Eduardo Maggiolo | 57 kg       | Luis Fuentes (GUA) · 1-3            | Raymond Barry (AUS) · kétvállas  | Richard Sanders (USA) · kétvállas | Prem Nath (IND) · kétvállas | kiesett           | kiesett           | kiesett           | kiesett           | helyezetlen |
| Nestor González  | 74 kg       | Wolfgang Nitschke (GDR) · kétvállas | Miroslav Musil (TCH) · kétvállas | kiesett                           | kiesett                     | kiesett           | kiesett           |                   | kiesett           | helyezetlen |
| Jesús Blanco     | 82 kg       | Jimmy Martinetti (SUI) · 3-1        | Vasile Iorga (ROU) · kétvállas   | kiesett                           | kiesett                     | kiesett           | kiesett           |                   | kiesett           | helyezetlen |

## Cselgáncs
| Versenyző       | Versenyszám | Csoport | Selejtező         | 1. forduló             | 2. forduló                   | 3. forduló        | 4. forduló        | Vigaszág 1. forduló | Vigaszág 2. forduló | Vigaszág 3. forduló | Elődöntő          | Döntő             | Helyezés |
| Versenyző       | Versenyszám | Csoport | Ellenfél Eredmény | Ellenfél Eredmény      | Ellenfél Eredmény            | Ellenfél Eredmény | Ellenfél Eredmény | Ellenfél Eredmény   | Ellenfél Eredmény   | Ellenfél Eredmény   | Ellenfél Eredmény | Ellenfél Eredmény | Helyezés |
| --------------- | ----------- | ------- | ----------------- | ---------------------- | ---------------------------- | ----------------- | ----------------- | ------------------- | ------------------- | ------------------- | ----------------- | ----------------- | -------- |
| Antonio Gallina | Középsúly   | B       | erőnyerő          | Ipacs László (HUN) · V | kiesett                      | kiesett           | kiesett           |                     |                     |                     |                   |                   | 19.      |
| Antonio Gallina | Nyílt       | B       |                   | erőnyerő               | Sinomaki Maszatosi (JPN) · V | kiesett           | kiesett           |                     |                     |                     |                   |                   | 11.      |

## Evezés
| Versenyző | Versenyszám              | Előfutam | Előfutam | Vigaszág | Vigaszág | Elődöntő | Elődöntő | Döntő   | Döntő   | Döntő   | Helyezés    |
| Versenyző | Versenyszám              | Idő      | Hely.    | Idő      | Hely.    | Idő      | Hely.    | Típus   | Idő     | Hely.   | Helyezés    |
| --- | ------------------------ | -------- | -------- | -------- | -------- | -------- | -------- | ------- | ------- | ------- | ----------- |
| Alberto Demiddi | Egypárevezős             | 7:46,09  | 1.       | erőnyerő | erőnyerő | 8:10,01  | 1.       | A       | 7:11,53 | 2.      |             |
| Jorge Imaz Ricardo Ibarra | Kétpárevezős             | 7:18,28  | 4.       | 7:22,15  | 3.       | kiesett  | kiesett  | kiesett | kiesett | kiesett | helyezetlen |
| Pedro Yucciolino Rafael Garba Raúl Mazerati (kormányos) | Kormányos kettes         | 8:20,19  | 5.       | 8:31,51  | 4.       | kiesett  | kiesett  | kiesett | kiesett | kiesett | helyezetlen |
| Oscar de Andrés José Manuel Bugia Luciano Wilk Tomás Forray | Kormányos nélküli négyes | 6:59,72  | 3.       | 7:12,74  | 3.       | kiesett  | kiesett  | kiesett | kiesett | kiesett | helyezetlen |
| Juan Carlos Estol Ignacio Ruiz Guillermo Segurado Héctor Biassini Ricardo José Rodríguez Alfredo Martín Oscar de Dios Hugo Aberastegui Raúl Mazerati (kormányos) | Nyolcas                  | 6:20,31  | 3.       | erőnyerő | erőnyerő | 6:47,72  | 6.       | B       | 6:26,03 | 5.      | 11.         |

## Gyeplabda
| Argentin férfi gyeplabdacsapat-játékoskeret | Argentin férfi gyeplabdacsapat-játékoskeret |
| --- | --- |
| - Ernesto Barreiros - Fernando Calp - Julio César Cufre - Flavio de Giacomi - Gerardo Lorenzo - Héctor Marinoni - Osvaldo Monti - Jorge Piccioli | - Daniel Portugués - Alfredo Quaquarini - Horacio Rognoni - Alberto Sabbione - Jorge Sabbione - Gabriel Scally - Julio Segolini - Ovidio Sodor |

### Eredmények
Csoportkör
A csoport
| Csapat              | M | Gy | D | V | G+ | G– | Gk  | P  |
| ------------------- | - | -- | - | - | -- | -- | --- | -- |
| NSZK (FRG)          | 7 | 6  | 1 | 0 | 17 | 5  | +12 | 13 |
| Pakisztán (PAK)     | 7 | 5  | 1 | 1 | 17 | 6  | +11 | 11 |
| Malajzia (MAS)      | 7 | 4  | 1 | 2 | 9  | 7  | +2  | 9  |
| Spanyolország (ESP) | 7 | 2  | 4 | 1 | 9  | 8  | +1  | 8  |
| Belgium (BEL)       | 7 | 2  | 1 | 4 | 8  | 14 | –6  | 5  |
| Franciaország (FRA) | 7 | 2  | 0 | 5 | 6  | 13 | –7  | 4  |
| Argentína (ARG)     | 7 | 0  | 3 | 4 | 4  | 9  | –5  | 3  |
| Uganda (UGA)        | 7 | 0  | 3 | 4 | 6  | 14 | –8  | 3  |

| 1972. augusztus 27. | Spanyolország (ESP) | 1 – 1   | Argentína (ARG) |  |
| 1972. augusztus 27. | Juan Amat           | (0 – 1) | Quaquarini      |  |

| 1972. augusztus 28. | Belgium (BEL) | 1 – 1   | Argentína (ARG) |  |
| 1972. augusztus 28. | Vanderborght  | (1 – 1) | Quaquarini      |  |

| 1972. augusztus 29. | NSZK (FRG) | 2 – 1   | Argentína (ARG) |  |
| 1972. augusztus 29. | Seifert 2  | (2 – 0) | Quaquarini      |  |

| 1972. augusztus 31. | Argentína (ARG) | 0 – 0 | Uganda (UGA) |  |
| 1972. augusztus 31. | (0 – 0)         |       |              |  |

| 1972. szeptember 1. | Pakisztán (PAK) | 3 – 1   | Argentína (ARG) |  |
| 1972. szeptember 1. | Rashid 2 Malik  | (1 – 0) | J. Sabbione     |  |

| 1972. szeptember 3. | Franciaország (FRA) | 1 – 0   | Argentína (ARG) |  |
| 1972. szeptember 3. | Darfeuille          | (1 – 0) |                 |  |

| 1972. szeptember 4. | Malajzia (MAS) | 1 – 0   | Argentína (ARG) |  |
| 1972. szeptember 4. | Belavantheran  | (0 – 0) |                 |  |

A 13. helyért
| 1972. szeptember 7. | Argentína (ARG) | 0 – 1 (h. u.)  | Kenya (KEN) |  |
| 1972. szeptember 7. |                 | (0 – 0, 0 – 0) | Sohal       |  |

| Csapat          | Helyezés |
| --------------- | -------- |
| Argentína (ARG) | 14.      |

## Kerékpározás

### Országúti kerékpározás
| Versenyző      | Versenyszám   | Idő           | Helyezés      |
| -------------- | ------------- | ------------- | ------------- |
| Roberto Breppe | Mezőnyverseny | nem ért célba | nem ért célba |

### Pálya-kerékpározás
| Versenyző      | Versenyszám  | 1. forduló                                             | 1. forduló | Vigaszág                        | Vigaszág | 2. forduló                                           | 2. forduló | Vigaszág                                            | Vigaszág | Nyolcaddöntő           | Nyolcaddöntő | Vigaszág selejtező     | Vigaszág selejtező | Vigaszág döntő       | Vigaszág döntő | Negyeddöntő          | Elődöntő             | Döntő                | Helyezés    |
| Versenyző      | Versenyszám  | Ellenfelek Győztes idő                                 | Hely.      | Ellenfél Győztes idő            | Hely.    | Ellenfelek Győztes idő                               | Hely.      | Ellenfelek Győztes idő                              | Hely.    | Ellenfelek Győztes idő | Hely.        | Ellenfelek Győztes idő | Hely.              | Ellenfél Győztes idő | Hely.          | Ellenfél Győztes idő | Ellenfél Győztes idő | Ellenfél Győztes idő | Helyezés    |
| -------------- | ------------ | ------------------------------------------------------ | ---------- | ------------------------------- | -------- | ---------------------------------------------------- | ---------- | --------------------------------------------------- | -------- | ---------------------- | ------------ | ---------------------- | ------------------ | -------------------- | -------------- | -------------------- | -------------------- | -------------------- | ----------- |
| Víctor Limba   | Férfi egyéni | Robert Maveau (BEL) · Neville Hunte (GUY) · idő nélkül | 2.         | Edward McRae (CAN) · idő nélkül | kizárták | kiesett                                              | kiesett    | kiesett                                             | kiesett  | kiesett                | kiesett      | kiesett                | kiesett            | kiesett              | kiesett        | kiesett              | kiesett              | kiesett              | helyezetlen |
| Carlos Reybaud | Férfi egyéni | Werner Otto (GDR) · Ernest Crutchlow (GBR) · 11,50     | 1.         |                                 |          | Gérard Quintyn (FRA) · Klaas Balk (NED) · idő nélkül | 2.         | Massimo Marino (ITA) · Geoffrey Cooke (GBR) · 11,68 | 2.       | kiesett                | kiesett      | kiesett                | kiesett            | kiesett              | kiesett        | kiesett              | kiesett              | kiesett              | helyezetlen |

Időfutam
| Versenyző        | Versenyszám  | Idő     | Helyezés |
| ---------------- | ------------ | ------- | -------- |
| Fernando Jiménez | Férfi egyéni | 1:10,30 | 21.      |

Üldözőversenyek
| Versenyző                                                  | Versenyszám  | Selejtező | Selejtező | Negyeddöntő               | Negyeddöntő | Negyeddöntő | Elődöntő     | Elődöntő  | Elődöntő | Döntő        | Döntő     | Helyezés |
| Versenyző                                                  | Versenyszám  | Idő       | Hely.     | Ellenfél Idő              | Saját idő   | Hely.       | Ellenfél Idő | Saját idő | Hely.    | Ellenfél Idő | Saját idő | Helyezés |
| ---------------------------------------------------------- | ------------ | --------- | --------- | ------------------------- | ----------- | ----------- | ------------ | --------- | -------- | ------------ | --------- | -------- |
| Carlos Miguel Álvarez                                      | Férfi egyéni | 4:55,46   | 6.        | Hans Lutz (FRG) · 4:56,17 | 4:57,09     | 7.          | kiesett      | kiesett   | kiesett  | kiesett      | kiesett   | 5.       |
| Carlos Miguel Álvarez Raúl Gómez Raúl Halket Ismael Torres | Férfi csapat | 4:37,89   | 16.       | kiesett                   | kiesett     | kiesett     | kiesett      | kiesett   | kiesett  | kiesett      | kiesett   | 16.      |

## Lovaglás
Díjugratás
| Versenyző                                                          | Ló                                     | Versenyszám | 1. forduló | 1. forduló | 2. forduló | 2. forduló | Összesen | Összesen |
| Versenyző                                                          | Ló                                     | Versenyszám | Pont       | Hely.      | Pont       | Hely.      | Pont     | Helyezés |
| ------------------------------------------------------------------ | -------------------------------------- | ----------- | ---------- | ---------- | ---------- | ---------- | -------- | -------- |
| Hugo Arrambide                                                     | Camalote                               | Egyéni      | 12,00      | 22.        | kiesett    | kiesett    | 12,00    | 22.      |
| Carlos D'Elia                                                      | Cardon                                 | Egyéni      | 12,25      | 29.        | kiesett    | kiesett    | 12,25    | 29.      |
| Jorge Llambí                                                       | Okey Amigo                             | Egyéni      | 12,00      | 22.        | kiesett    | kiesett    | 12,00    | 22.      |
| Hugo Arrambide Jorge Llambí Argentino Molinuevo, Jr. Roberto Tagle | Camalote Okey Amigo Abracadabra Simple | Csapat      | 41,00      | 8.         | 80,00      | 8.         | 121,00   | 8.       |

Lovastusa
| Versenyző                                                                        | Ló                                     | Versenyszám | Díjlovaglás | Díjlovaglás | Tereplovaglás | Tereplovaglás | Díjugratás    | Díjugratás    | Végeredmény | Végeredmény |
| Versenyző                                                                        | Ló                                     | Versenyszám | Bünt.       | Hely.       | Bünt.         | Hely.         | Bünt.         | Hely.         | Bünt.       | Helyezés    |
| -------------------------------------------------------------------------------- | -------------------------------------- | ----------- | ----------- | ----------- | ------------- | ------------- | ------------- | ------------- | ----------- | ----------- |
| José Eugenio Acosta                                                              | Saxofón                                | Egyéni      | -85,00      | 71.         | nem ért célba | nem ért célba | kiesett       | kiesett       | kiesett     | kiesett     |
| Carlos Alberto Alvarado                                                          | Rastreador                             | Egyéni      | -64,33      | 47.         | nem ért célba | nem ért célba | kiesett       | kiesett       | kiesett     | kiesett     |
| Alejandro Guglielmi                                                              | Aguilucho                              | Egyéni      | -59,67      | 35.         | nem ért célba | nem ért célba | kiesett       | kiesett       | kiesett     | kiesett     |
| Gerardo Jáuregui                                                                 | Constanza                              | Egyéni      | -77,67      | 66.         | -200,40       | 47.           | -23,25        | 42.           | -301,32     | 47.         |
| José Eugenio Acosta Carlos Alberto Alvarado Alejandro Guglielmi Gerardo Jáuregui | Saxofón Rastreador Aguilucho Constanza | Csapat      | -201,67     | 18.         | 54,40         | 11.           | nem ért célba | nem ért célba | kiesett     | kiesett     |

## Ökölvívás
| Versenyző        | Versenyszám  | Selejtező         | 32-es főtábla                       | Nyolcaddöntő                | Negyeddöntő                      | Elődöntő          | Döntő             | Helyezés |
| Versenyző        | Versenyszám  | Ellenfél Eredmény | Ellenfél Eredmény                   | Ellenfél Eredmény           | Ellenfél Eredmény                | Ellenfél Eredmény | Ellenfél Eredmény | Helyezés |
| ---------------- | ------------ | ----------------- | ----------------------------------- | --------------------------- | -------------------------------- | ----------------- | ----------------- | -------- |
| Carlos Leyes     | Papírsúly    |                   | Volodimir Ivanov (URS) · 0-5        | kiesett                     | kiesett                          | kiesett           | kiesett           | 17.      |
| Mario Ortíz      | Pehelysúly   | erőnyerő          | José Luis Vellon (PUR) · 4-1        | Jouko Lindbergh (FIN) · 1-4 | kiesett                          | kiesett           | kiesett           | 9.       |
| Antonio Comaschi | Könnyűsúly   | erőnyerő          | Eraslan Doruk (MGL) · 0-5           | kiesett                     | kiesett                          | kiesett           | kiesett           | 17.      |
| Walter Gómez     | Kisváltósúly |                   | Krzysztof Pierwieniecki (POL) · 5-0 | Angel Angelov (BUL) · 1-4   | kiesett                          | kiesett           | kiesett           | 9.       |
| Miguel Cuello    | Félnehézsúly |                   | Ottomar Sachse (GDR) · 4-1          | Marian Culineac (ROU) · RSC | Mate Parlov (YUG) · visszalépett | kiesett           | kiesett           | 5.       |

## Sportlövészet
Nyílt
| Versenyző             | Versenyszám           | Pont | Helyezés |
| --------------------- | --------------------- | ---- | -------- |
| Nelson Torno          | Gyorstüzelő pisztoly  | 569  | 48.      |
| Enrique Rebora        | Futócéllövészet       | 547  | 11.      |
| Ricardo Rusticucci    | Sportpuska, fekvő     | 592  | 38.      |
| Jorge di Giandoménico | Sportpuska, összetett | 1098 | 52.      |
| Firmo Roberti         | Skeet                 | 188  | 26.      |

## Úszás
Férfi
| Versenyző        | Versenyszám  | Előfutam | Előfutam | Előfutam | Elődöntő | Elődöntő | Elődöntő | Döntő   | Döntő    |
| Versenyző        | Versenyszám  | Idő      | Hely.    | Össz.    | Idő      | Hely.    | Össz.    | Idő     | Helyezés |
| ---------------- | ------------ | -------- | -------- | -------- | -------- | -------- | -------- | ------- | -------- |
| Gustavo González | 400 m gyors  | 4:21,22  | 7.       | 34.      |          |          |          | kiesett | kiesett  |
| Gustavo González | 1500 m gyors | 17:23,53 | 6.       | 28.      |          |          |          | kiesett | kiesett  |
| Gustavo González | 100 m hát    | 1:04,16  | 6.       | 32.      | kiesett  | kiesett  | kiesett  | kiesett | kiesett  |
| Gustavo González | 200 m hát    | 2:19,74  | 8.       | 31.      |          |          |          | kiesett | kiesett  |
| Osvaldo Boretto  | 100 m mell   | 1:09,64  | 4.       | 24.      | kiesett  | kiesett  | kiesett  | kiesett | kiesett  |
| Osvaldo Boretto  | 200 m mell   | kizárták | kizárták | kizárták |          |          |          | kiesett | kiesett  |

Női
| Versenyző      | Versenyszám  | Előfutam | Előfutam | Előfutam | Elődöntő | Elődöntő | Elődöntő | Döntő   | Döntő    |
| Versenyző      | Versenyszám  | Idő      | Hely.    | Össz.    | Idő      | Hely.    | Össz.    | Idő     | Helyezés |
| -------------- | ------------ | -------- | -------- | -------- | -------- | -------- | -------- | ------- | -------- |
| Silvia Borgini | 200 m gyors  | 2:23,11  | 6.       | 33.      |          |          |          | kiesett | kiesett  |
| Silvia Borgini | 400 m vegyes | 5:44,22  | 8.       | 38.      |          |          |          | kiesett | kiesett  |
| Silvia Borgini | 800 m gyors  | 10:09,19 | 7.       | 33.      |          |          |          | kiesett | kiesett  |
| Patricia López | 800 m gyors  | 10:06,39 | 7.       | 31.      |          |          |          | kiesett | kiesett  |
| Patricia López | 400 m gyors  | 4:59,68  | 8.       | 29.      |          |          |          | kiesett | kiesett  |
| Patricia López | 100 m hát    | 1:12,13  | 6.       | 33.      | kiesett  | kiesett  | kiesett  | kiesett | kiesett  |
| Patricia López | 200 m hát    | 2:33,41  | 7.       | 30.      |          |          |          | kiesett | kiesett  |
| Patricia López | 200 m vegyes | 2:42,08  | 7.       | 41.      |          |          |          | kiesett | kiesett  |

## Vitorlázás
Nyílt
| Versenyző                                 | Versenyszám | Futam  | Futam  | Futam  | Futam | Futam | Futam | Futam | Pontszám | Helyezés |
| Versenyző                                 | Versenyszám | 1      | 2      | 3      | 4     | 5     | 6     | 7     | Pontszám | Helyezés |
| ----------------------------------------- | ----------- | ------ | ------ | ------ | ----- | ----- | ----- | ----- | -------- | -------- |
| Roberto Haas                              | Finn dingi  | 29,0   | 37,0   | (41,0) | 34,0  | 29,0  | 41,0  | 34,0  | 204,0    | 32.      |
| Guillermo Calegari, Sr. Luis Schenone     | Csillaghajó | (23,0) | 23,0   | 21,0   | 22,0  | 23,0  | 23,0  | 22,0  | 134,0    | 18.      |
| Jorge Salas César Sebök Pedro Sisti       | Sárkányhajó | 25,0   | (32,0) | 27,0   | 27,0  | 18,0  | 26,0  |       | 123,0    | 23.      |
| Ricardo Boneo Héctor Campos Pedro Ferrero | Soling      | 30,0   | (31,0) | 27,0   | 13,0  | 22,0  | 22,0  |       | 114,0    | 22.      |

## Vívás
Férfi
| Versenyző                                                   | Versenyszám       | Selejtező | Selejtező | Selejtező | Selejtező | Negyeddöntő | Negyeddöntő | Elődöntő          | Elődöntő | Döntő             | Döntő   | Helyezés    |
| Versenyző                                                   | Versenyszám       | 1. kör | 1. kör    | 2. kör | 2. kör    | Negyeddöntő | Negyeddöntő | Elődöntő          | Elődöntő | Döntő             | Döntő   | Helyezés    |
| Versenyző                                                   | Versenyszám       | Ellenfél Eredmény | Hely.     | Ellenfél Eredmény | Hely.     | Ellenfél Eredmény | Hely.       | Ellenfél Eredmény | Hely.    | Ellenfél Eredmény | Hely.   | Helyezés    |
| ----------------------------------------------------------- | ----------------- | --- | --------- | --- | --------- | --- | ----------- | ----------------- | -------- | ----------------- | ------- | ----------- |
| Fernando Lúpiz                                              | Tőr, egyéni       | 6. csoport · Lech Koziejowski (POL) · 1-5 · Barry Paul (GBR) · 4-5 · Szabó Sándor (HUN) · 5-3 · Ernest Simon (AUS) · 5-4 · Robert Elliott (HKG) · 5-2 · Fawzi Merhi (LIB) · 2-5        | 5.        | kiesett | kiesett   | kiesett | kiesett     | kiesett           | kiesett  | kiesett           | kiesett | helyezetlen |
| Guillermo Saucedo                                           | Tőr, egyéni       | 3. csoport · Uehara Kijosi (JPN) · 1-5 · Kamuti László (HUN) · 2-5 · Tănase Mureșanu (ROU) · 5-4 · Harald Hein (FRG) · 5-1 · Andreas Vgenopoulos (GRE) · 5-3 · Ali Sleiman (LIB) · 5-2 | 3.        | 6. csoport · Vaszil Sztankovics (URS) · 2-5 · Mihai Ţiu (ROU) · 4-5 · Nakadzsima Hirosi (JPN) · 5-4 · Joseph Freeman (USA) · 5-1 · Yehuda Weisenstein (ISR) · 5-1 | 3.        | 3. csoport · Witold Woyda (POL) · 2-5 · Vlagyimir Gyenyiszov (URS) · 2-5 · Szabó Sándor (HUN) · 3-5 · Nakadzsima Hirosi (JPN) · 4-5 · František Koukal (TCH) · 0-5 | 6.          | kiesett           | kiesett  | kiesett           | kiesett | helyezetlen |
| Omar Vergara                                                | Tőr, egyéni       | 8. csoport · Mihai Ţiu (ROU) · 1-5 · Szerizava Icsiró (JPN) · 1-5 · František Koukal (TCH) · 2-5 · Carl Borack (USA) · 5-3 · Magdy Conyd (CAN) · 5-3                                   | 4.        | 1. csoport · Daniel Revenu (FRA) · 2-5 · Witold Woyda (POL) · 1-5 · František Koukal (TCH) · 1-5 · Barry Paul (GBR) · 2-5 · Dan Alon (ISR) · 1-5                  | 6.        | kiesett | kiesett     | kiesett           | kiesett  | kiesett           | kiesett | helyezetlen |
| Omar Vergara                                                | Párbajtőr, egyéni | 4. csoport · Jacques Ladègaillerie (FRA) · 1-5 · Robert Schiel (LUX) · 5-4 · Roberto Levis (PUR) · 5-4 · Gianluigi Saccaro (ITA) · 1-5                                                 | 4.        | 2. csoport · Risto Hurme (FIN) · 1-5 · Szergej Paramonov (URS) · 1-5 · Fenyvesi Csaba (HUN) · 5-4 · Costică Bărăgan (ROU) · 5-2 · Ralph Johnson (GBR) · 5-4       | 4.        | kiesett | kiesett     | kiesett           | kiesett  | kiesett           | kiesett | helyezetlen |
| Daniel Feraud                                               | Párbajtőr, egyéni | 7. csoport · Horst Melzig (GDR) · 2-5 · François Jeanne (FRA) · 4-5 · Costică Bărăgan (ROU) · 3-5 · Jeppe Normann (NOR) · 5-4 · Yves Daniel Darricau (LIB) · 5-1                       | 4.        | 5. csoport · Igor Valetov (URS) · 2-5 · Bernd Uhlig (GDR) · 2-5 · Rudolf Trost (AUT) · 4-5 · Edward Bourne (GBR) · 2-5 · Gerry Wiedel (CAN) · 3-5                 | 6.        | kiesett | kiesett     | kiesett           | kiesett  | kiesett           | kiesett | helyezetlen |
| Guillermo Saucedo                                           | Párbajtőr, egyéni | 6. csoport · Morten von Krogh (NOR) · 3-5 · Roland Losert (AUT) · 1-5 · Edward Bourne (GBR) · 1-5 · Alexandru Istrate (ROU) · 5-1 · Ali Sleiman (LIB) · 5-1                            | 5.        | kiesett | kiesett   | kiesett | kiesett     | kiesett           | kiesett  | kiesett           | kiesett | helyezetlen |
| Guillermo Saucedo                                           | Kard, egyéni      | 4. csoport · Dan Irimiciuc (ROU) · 2-5 · Sztojko Lipcsev (BUL) · 1-5 · Walter Convents (FRG) · 3-5 · Richard Oldcorn (GBR) · 3-5 · Yves Daniel Darricau (LIB) · 5-2                    | 5.        | kiesett | kiesett   | kiesett | kiesett     | kiesett           | kiesett  | kiesett           | kiesett | helyezetlen |
| Fernando Lúpiz                                              | Kard, egyéni      | 5. csoport · Kovács Tamás (HUN) · 1-5 · Constantin Nicolae (ROU) · 1-5 · Paul Wischeidt (FRG) · 1-5 · Roberto Alva (MEX) · 1-5 · Richard Cohen (GBR) · 5-1                             | 5.        | kiesett | kiesett   | kiesett | kiesett     | kiesett           | kiesett  | kiesett           | kiesett | helyezetlen |
| Daniel Feraud Fernando Lúpiz Guillermo Saucedo Omar Vergara | Párbajtőr, csapat | 5. csoport · Románia (ROU) · 3-13 · NDK (GDR) · 3-13 · Egyesült Államok (USA) · 2-14                                                                                                   | 4.        | kiesett | kiesett   | kiesett | kiesett     | kiesett           | kiesett  | kiesett           | kiesett | helyezetlen |

Női
| Versenyző                  | Versenyszám | Selejtező | Selejtező | Negyeddöntő       | Negyeddöntő | Elődöntő          | Elődöntő | Döntő             | Döntő   | Helyezés    |
| Versenyző                  | Versenyszám | Ellenfél Eredmény | Hely.     | Ellenfél Eredmény | Hely.       | Ellenfél Eredmény | Hely.    | Ellenfél Eredmény | Hely.   | Helyezés    |
| -------------------------- | ----------- | --- | --------- | ----------------- | ----------- | ----------------- | -------- | ----------------- | ------- | ----------- |
| Sylvia Iannuzzi-San Martín | Tőr, egyéni | 4. csoport · Cathérine Rousselet-Ceretti (FRA) · 2-4 · Katarína Lokšová-Ráczová (TCH) · 2-4 · Szolnoki Mária (HUN) · 0-4 · Marion Exelby (AUS) · 2-4 · Kamilla Składanowska (POL) · 4-1 | 6.        | kiesett           | kiesett     | kiesett           | kiesett  | kiesett           | kiesett | helyezetlen |